# Animals as Leaders
Animals as Leaders é uma banda americana do gênero progressive metal, mais precisamente do recém criado gênero do heavy metal conhecido como djent, em que é tida como uma das principais bandas da cena. O Animals as Leaders é uma banda instrumental, na qual é liderada pelo guitarrista e compositor Tosin Abasi, considerado um dos melhores guitarristas da atualidade.  O nome da banda foi inspirado no romance Ismael, de Daniel Quinn.

## História

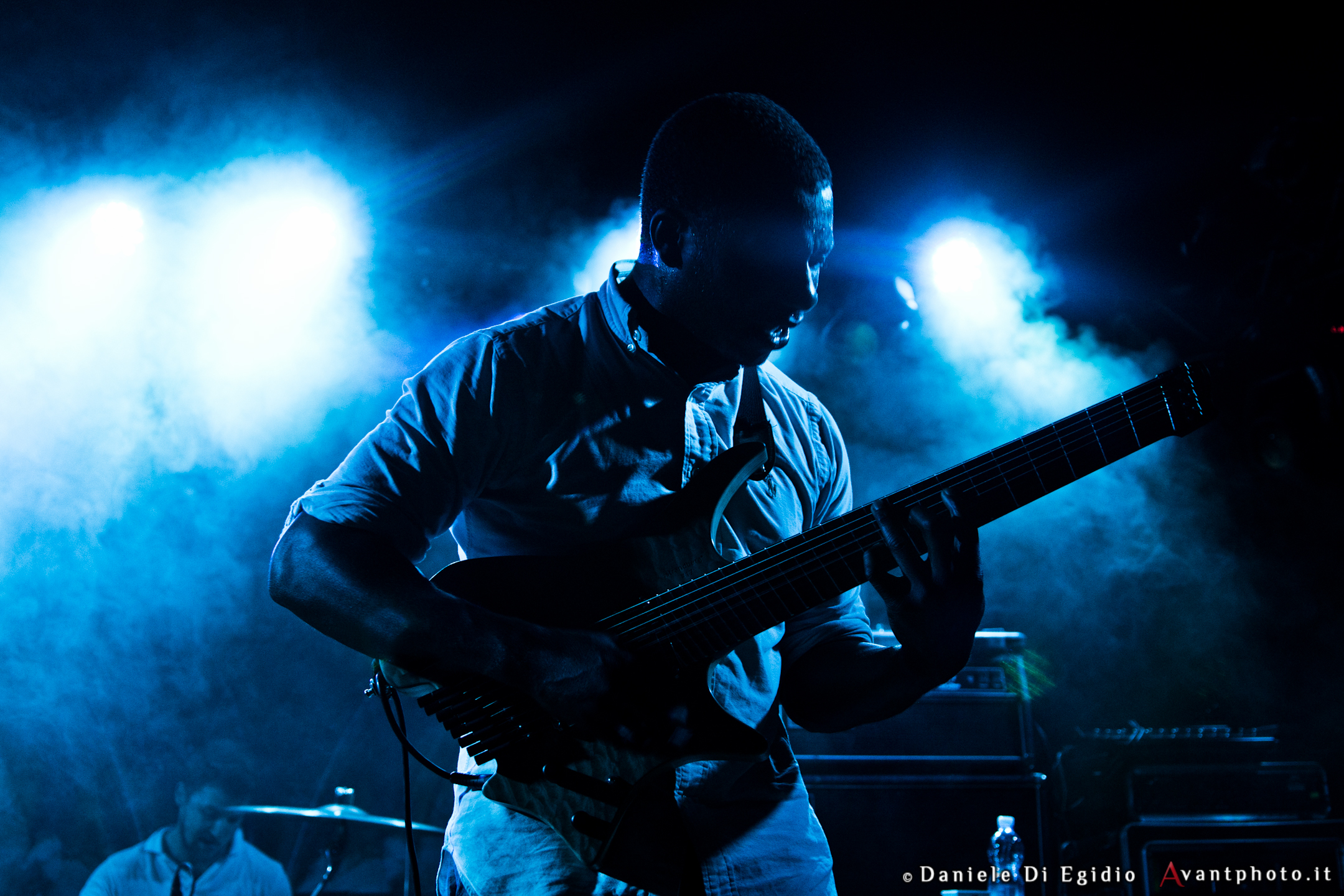
O guitarrista Tosin Abasi.

O Animals as Leaders foi formado em 2007, após o termino da banda anterior do guitarrista Tosin Abasi. Subsequentemente a gravadora Prosthetic Records que tinha conhecimento do trabalho do guitarrista por ter assistido o seu trabalho ao vivo, o convidou para gravar um álbum solo para ser lançado pela mesma, no entanto, esse convite foi inicialmente recusado por Tosin Abasi, por considerar que seria uma iniciativa egoísta e desnecessária.
O álbum de estreia homônimo foi lançado em abril de 2009, com Abasi tocando todas as faixas de guitarra e baixo, enquanto a bateria e outros efeitos sonoros foram programados pelo engenheiro Misha Mansoor.
Em 2010, contando com Javier Reyes (guitarra) e Navene Koperweis (bateria), a banda realizou uma turnê extensa, que incluiu uma apresentação na Summer Slaughter Tour, juntamente com bandas como Decapitated, Vital Remains, Carnifex, The Faceless, All Shall Perish, The Red Chord, Cephalic Carnage, Veil of Maya e Decrepit Birth. De meados de 2010 até o início de 2011 a banda participou de uma turnê juntamente com Circa Survive, Dredg e Codeseven.
A partir do início de 2011 realizaram uma turnê com Underoath, Thursday e A Skylit Drive. Em novembro do mesmo ano foi lançado o segundo álbum, Weightless, já com Reyes e Koperweis participando ativamente. Este lançamento alcançou a posição 92 nas paradas da Billboard 200.
Em 2021, a música deles "Monomyth" foi eleita pela Loudwire como a 20ª melhor música de metal de 2021.
Em março de 2022, a banda lançou seu mais novo álbum de estúdio, intitulado Parrhesia, depois de cinco anos de hiato. Ele foi eleito como o 14º melhor álbum de guitarra de 2022 por leitores da Guitar World.

## Membros

### Atuais
- Tosin Abasi - guitarra de oito cordas (2007 - atualidade)
- Javier Reyes - guitarra de oito cordas (2009 - atualidade)
- Matt Garstka - bateria (2012 - atualidade)

### Anteriores
- Matt Halpern - bateria (2009)
- Chebon Littlefield - baixo, synth (2007 - 2008)
- Navene Koperweis - bateria (2010 - 2012)

## Discografia

### Álbuns de estúdio
- Animals as Leaders (2009)
- Weightless (2012)
- Joy of Motion (2014)
- Parrhesia (2022)
- The Madness of Many (2016)

### Álbuns ao vivo
- Live 2017 (2018)

### Singles
- "Wave of Babies" (2010)
- "Kalimba" (2016)